# Bogusławów
Bogusławów is een plaats in het Poolse district  Radomszczański, woiwodschap Łódź. De plaats maakt deel uit van de gemeente Wielgomłyny en telt 2 inwoners.